# Tetralonia
Genre
Tetralonia est un genre d'insectes hyménoptères de la famille des Apidae.
Selon certains auteurs, Tetralonia appartient aussi à la sous-famille des Apinae et à la tribu des Eucerini. Selon d'autres auteurs, Tetralonia serait un sous-genre du genre Eucera. 

## Présentation
Tetralonia fait partie de la famille des abeilles à longues langues. Le genre a une distribution presque cosmopolite, sur tous les continents à l'exception de l'Australie et de l'Antarctique.
Selon des études phylogénétiques récentes, ce genre est placé comme un sous-genre d'Eucera. 
Cependant, il est toujours considéré par divers auteurs comme un genre distinct,,. D'autres auteurs placent également les espèces qui sont autrement comptées comme faisant partie de Tetraloniella dans ce genre. Les espèces appartenant à Tetralonia (et Tetraloniella) diffèrent des autres espèces du genre Eucera en ce qu'elles ont trois cellules cubitales (Eucera s. Str. Deux cellules cubitales). 
Près de vingt espèces de Tetralonia (toutes de l'Ancien Monde) ont été décrites dans le monde,. 
En Europe centrale, il n'y a qu'une seule espèce, l'abeille mauve longicorne, Tetralonia macroglossa = Tetralonia malvae = Eucera macroglossa (nom valide). Il se produit en Allemagne (Kyffhäuser, Markt Hohenwart, Griesheim) [6] et en Autriche (Burgenland, Basse-Autriche, Styrie), de Suisse il n'y a que des preuves historiques. 

## Espèces
- Tetralonia amoena Walker, 1871

- T. albida (Lepeletier, 1841)
- T. boharti (Eardley, 1989)
- T. caudata Friese, 1905
- T. cinctella (Saunders, 1908)
- T. cinctula Cockerell, 1936
- T. coangustata Dours, 1873
- T. commixtana Strand, 1913
- T. desertorum Morawitz, 1875
- T. fraterna Friese, 1911
- T. fuliginosa Morawitz, 1886
- T. fulvicornis Morawitz, 1895
- T. fumida (Cockerell, 1911)
- T. fuscipes Morawitz, 1894
- T. glauca (Fabricius, 1775)
- T. gossypii Cockerell, 1931
- T. iberica Dusmet y Alonso, 1926
- T. labrosa Friese, 1911
- T. macroceps Engel & Baker, 2006
- T. macrognatha (Gerstäcker, 1870)
- T. malvae (Rossi, 1790)
- T. mesotes (Eardley, 1989)
- T. mitsukurii Cockerell, 1911
- T. nigropilosa Friese, 1911
- T. obscuriceps Friese, 1916
- T. obscuripes Friese, 1905
- T. okinawae Friese, 1909
- T. paulyi (Eardley, 1989)
- T. penicillata (Friese, 1905)
- T. polychroma Cockerell, 1930
- T. pollinosa (Lepeletier, 1841)
- T. rufa (Lepeletier, 1841)
- T. ruficollis (Friese, 1911)
- T. siamensis Cockerell, 1929
- T. subaurata Dours, 1873
- T. taprobanicola Strand, 1913
- T. testacea Smith, 1854
- T. trichardti Cockerell, 1933
- T. vestita Morawitz, 1875
- T. vicina Morawitz, 1876

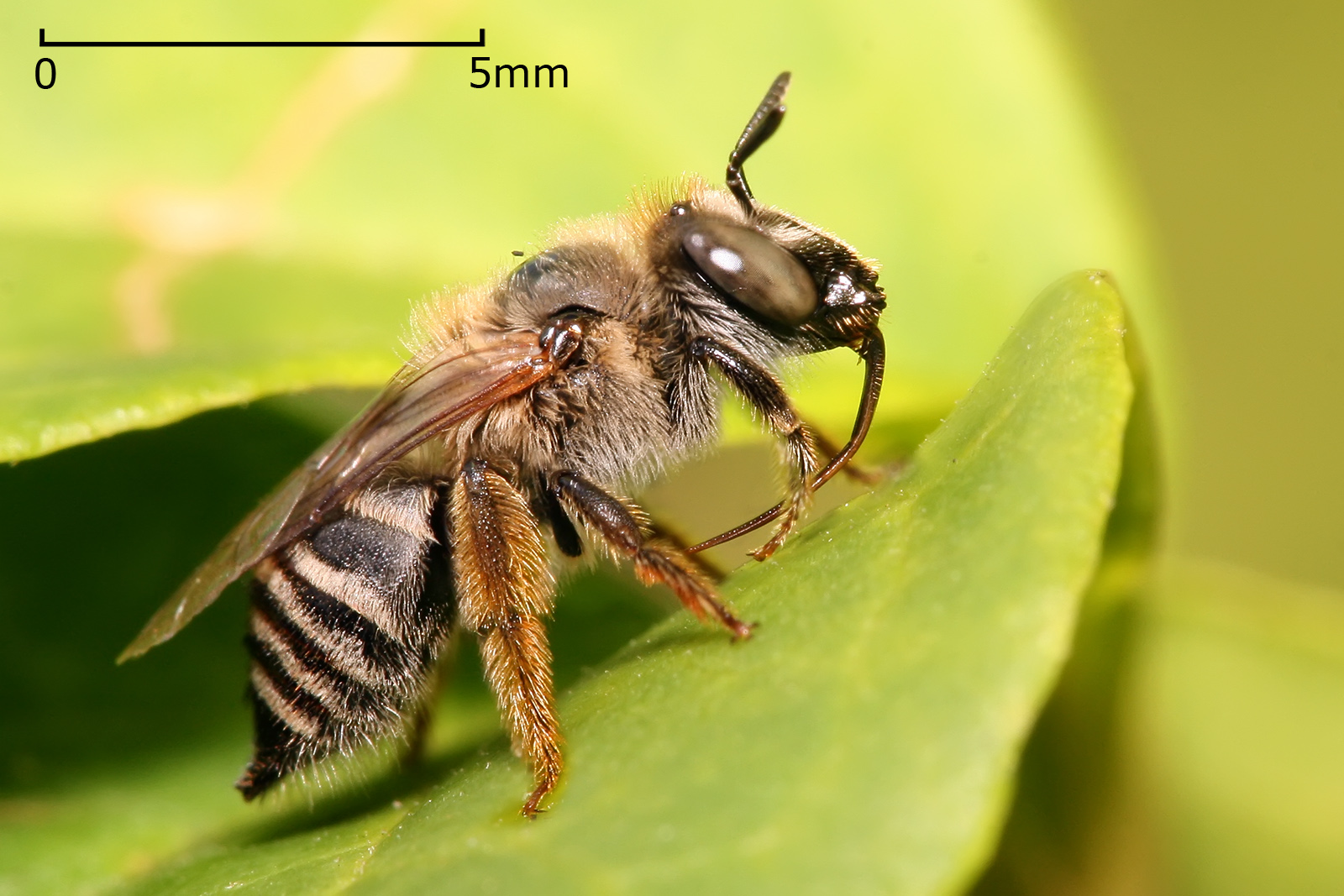
Femelle Tetraloniella sp.

- T. wickwari (Bingham, 1908)[10]

D'autres espèces sont décrites selon le SITI, par exemple Tetralonia ceaelebs et Tetralonia claripennis.

### Espèces fossiles
- †Tetralonia berlandi Théobald 1937[12]
- Tetralonia chrysobotryae Cockerell 1908 [13]